# Campeonato Europeo Sub-18 1996
El Campeonato Europeo Sub-18 1996 se llevó a cabo en Francia del 23 al 30 de julio y contó con la participación de 8 selecciones juveniles de Europa provenientes de una fase eliminatoria peleando por seis plazas para la Copa Mundial de Fútbol Sub-20 de 1997 a celebrarse en Malasia.
El anfitrión Francia venció en la final a España para conseguir su tercer título continental.

## Participantes
| - Bélgica - Inglaterra - Francia (anfitrión) - Hungría | - Italia - Portugal - Irlanda - España |

## Fase de grupos

### Grupo A
| País     | J | G | E | P | GF | GC | GD | Pts |
| -------- | - | - | - | - | -- | -- | -- | --- |
| Francia  | 3 | 2 | 1 | 0 | 4  | 2  | +2 | 7   |
| Bélgica  | 3 | 1 | 2 | 0 | 5  | 4  | +1 | 5   |
| Hungría  | 3 | 1 | 0 | 2 | 5  | 4  | +1 | 3   |
| Portugal | 3 | 0 | 1 | 2 | 2  | 6  | –4 | 1   |

| 23 de julio | Hungría  | 1-2 | Francia  |
|             | Portugal | 2–2 | Bélgica  |
| 25 de julio | Francia  | 1–0 | Portugal |
|             | Bélgica  | 2–1 | Hungría  |
| 27 de julio | Francia  | 1–1 | Bélgica  |
|             | Hungría  | 3–0 | Portugal |

### Grupo B
| País       | J | G | E | P | GF | GC | GD | Pts |
| ---------- | - | - | - | - | -- | -- | -- | --- |
| España     | 3 | 1 | 2 | 0 | 3  | 0  | +3 | 5   |
| Inglaterra | 3 | 1 | 2 | 0 | 2  | 1  | +1 | 5   |
| Irlanda    | 3 | 0 | 2 | 1 | 1  | 2  | –1 | 2   |
| Italia     | 3 | 0 | 2 | 1 | 2  | 5  | –3 | 2   |

| 23 de julio | España     | 0–0 | Inglaterra |
|             | Italia     | 1–1 | Irlanda    |
| 25 de julio | Italia     | 1–1 | Inglaterra |
|             | Irlanda    | 0–0 | España     |
| 27 de julio | España     | 3–0 | Italia     |
|             | Inglaterra | 1–0 | Irlanda    |

## Fase final

### Tercer lugar
| Equipo 1   | Resultado  | Equipo 2 |
| ---------- | ---------- | -------- |
| Inglaterra | 3-2 (t.e.) | Bélgica  |

### Final
| Equipo 1 | Resultado | Equipo 2 |
| -------- | --------- | -------- |
| España   | 0-1       | Francia  |

## Campeón
| Eurocopa Sub-18 1996 |
| -------------------- |
| Bandera de Francia   |
| Francia 3º Título    |

## Clasificados al Mundial Sub-20
| - Bélgica - Inglaterra | - Francia - Hungría | - Irlanda - España |